# Zeynep Tufekci

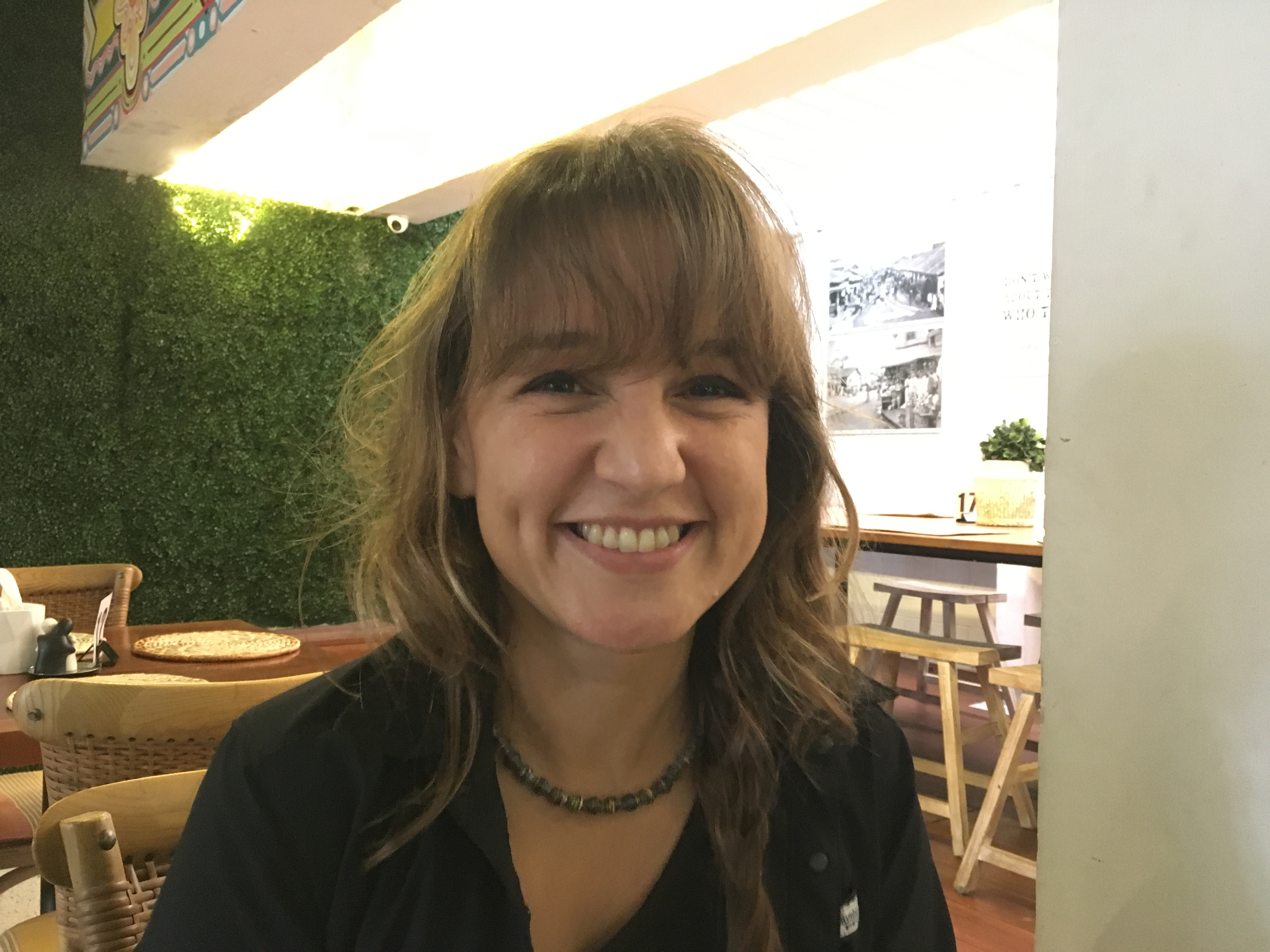
Zeynep Tufekci 2019 in Sri Lanka

Zeynep Tufekci (türkisch: Zeynep Tüfekçi; [zejˈnep tyˈfektʃi]) ist eine türkisch-US-amerikanische Soziologin und Autorin.  Sie schreibt unter anderem für das Magazin The Atlantic, Scientific American und die New York Times und ist außerordentliche Professorin an der Universität von North Carolina. Ihre Arbeit konzentriert sich auf die sozialen Auswirkungen neuer Technologien, wie künstliche Intelligenz, große Datenmengen und Überwachung sowie auf gesellschaftliche Herausforderungen wie z. B. die COVID-19-Pandemie.

## Biographie
Tufekci wurde in Istanbul, in der Nähe des Gezi-Parks im Stadtteil Beyoğlu, geboren.
Im Jahr 1995 erlangte Tufekci einen Bachelor in Soziologie an der Universität Istanbul sowie einen Bachelor in Informatik an der Bosporus-Universität. 1999 erhielt Tufekci einen Master von der Abteilung für Radio-Fernsehen-Film an der Universität von Texas in Austin. Im Jahr 2004 wurde Tufekci an der University of Texas in Austin promoviert. Ihre Dissertation trug den Titel "Mental Deskilling in the Age of the Smart Machine". Bevor sie ihre Karriere als Soziologin und Lehrkraft an Universitäten begann, arbeitete sie als Programmiererin bei IBM.
Von 2005 bis 2008 war Tufekci Visiting Assistant Professor an der Universität von Maryland Baltimore und von 2008 bis 2011 Assistent Professor an derselben Institution.
Seit 2011 lehrt sie an der Universität von North Carolina.
2012 wurde Tufekci Mitglied der Fakultät an der Forschungseinrichtung Berkman Klein Center for Internet & Society an der Harvard University.
Tufekci ist alleinerziehende Mutter eines Sohnes und lebt in Chapel Hill.

## Positionen

### Datensätze und Soziale Medien
Tufekci vertritt die Position, dass es eine der wichtigsten Entwicklungen der vergangenen Jahre sei, online immer größere Datensätze zu sammeln. Sie warnt dabei vor der Vorstellung, Daten würden ein präzises Bild gesellschaftlicher Realitäten abbilden. Da die Methodik des Datensammelns einen großen Einfluss auf den Datensatz habe, sei es nicht möglich, objektive Datensätze zu erstellen. Maschinen, die Datensätze auswerten, seien nicht in der Lage, die semantischen Unterschiede, warum ein Beitrag geliket wurde, zu erkennen. Tufekci gilt, obwohl sie sie selbst verwendet, als eine der größten Kritikerinnen der Sozialen Medien wie Facebook und Twitter. So warnte sie unter anderem davor, dass YouTube zur Radikalisierung seiner Zuschauer beitrage und dass Facebook das Potenzial besitze, ethnische Säuberungen anzutreiben. Die Algorithmen von Sozialen Medien seien so programmiert, dass sie dazu verleiten, möglichst lange auf den Plattformen zu verweilen. Um die Nutzer länger auf den Plattformen zu halten, würden vor allem empörende oder manchmal auch süße Inhalte priorisiert. Sachkundige Inhalte hätten so eine geringere Verbreitung. Für ihre Kritik an den Sozialen Medien entwickelte Tufekci den Begriff der „Verpestung der Öffentlichen Sphäre“. Online-Räume und Soziale Medien sind demnach keine einfache, virtuelle Verlängerung des Lebens der Menschen, sondern wichtige öffentliche Sphären, in denen sich Menschen weltweit vernetzen können. Während es Industriebetrieben in der Regel nicht gestattet wird, z. B. Blei in Flüsse zu leiten, würden Soziale Medien durch zu geringe Reglementierung von Falschbehauptungen und mangelndem Schutz vor Überwachung die „öffentliche Sphäre“ verpesten.

### COVID-19-Pandemie
Im Jahr 2020, während der COVID-19-Pandemie, schrieb Tufekci zahlreiche Artikel, in denen sie die Bedeutung des Mund-Nasen-Schutzes und einer Abflachung der Kurve erläuterte. Sie gilt als eine der ersten, die sich öffentlich für das Tragen einer Maske einsetzten, und kritisierte die Rolle der Medien in ihrer Berichterstattung über das Masketragen. Sie konstatierte, das Argument, Masken sollten nur von denen getragen werden, die sie dringend brauchen, nämlich medizinischem Personal, sei falsch, da sich die Menschen so viel stärker darum reißen würden. Sinnvoller wäre eine Kommunikation gewesen, die transparent vermittelt, dass ein medizinischer Mund-Nasen-Schutz für alle sinnvoll ist, aber vor allem von medizinischem Personal getragen werden sollte. Für alle anderen würde eine aus Stoff genähte Maske provisorisch genügen, bis die Produktion von medizinischem Mund-Nasen-Schutz für alle reiche.

### Wahlforschung
Im selben Jahr kritisierte sie die übermäßige Abhängigkeit der Medien von Meinungsumfrage und Wahlforschung vor den Wahlen in Amerika im Jahr 2020 und argumentierte, dass fehlerhafte Umfragen nicht nur nicht hilfreich, sondern auch schädlich seien, da sie ihren eigenen Einfluss auf das Wahlergebnis nicht berücksichtigen würden. In einem Interview mit The World der BBC erklärte sie, dass die Weigerung von Präsident Trump, die Wahl von Joe Biden anzuerkennen, Signale sende, die den demokratischen Charakter der Vereinigten Staaten zugunsten der Stärkung des Autoritarismus und des Rechtspopulismus beschädigen. Seine über soziale Medien verbreitete falsche Behauptung von Wahlbetrug beschleunige diesen Prozess.

## Bibliographie

### Bücher
- Tufekci, Zeynep (2017), Twitter and teargas: the power and fragility of networked protest. New Haven, Connecticut: Yale University Press.[21]